# Lưu Sơn
Lưu Sơn là một xã thuộc huyện Đô Lương, tỉnh Nghệ An, Việt Nam.
Xã Lưu Sơn có diện tích 5,32 km², dân số năm 1999 là 5599 người, mật độ dân số đạt 1052 người/km².

## Địa lý
Xã có vị trí địa lý như sau:
- Phía bắc giáp xã Đặng Sơn.
- Phía nam giáp Xã Cát Văn Huyện Thanh Chương.
- Phía đông giáp Thị Trấn Đô Lương.
- Phía tây giáp Nam Sơn.

## Giao thông
Lưu Sơn có các tuyến Quốc lộ chạy qua quốc lộ 7A từ xã Hòa Sơn đến xã Bắc Sơn. Các tuyến đường liên huyện được xây dựng theo tiêu chuẩn cấp IV nông thôn. Lương Sơn còn có đê Tả Lam sông Lam chảy vào Xóm Diên Tiên, Diên Hồng, Trần Phú.

## Hành chính
Lưu Sơn hiện có 7 xóm:
- Diên Tiên
- Diên Hồng
- Quang Trung
- Điện Biên
- Phú Thọ
- Hồng Phong
- Trần Phú